# Légume vivace
 (juillet 2016).
Si vous disposez d'ouvrages ou d'articles de référence ou si vous connaissez des sites web de qualité traitant du thème abordé ici, merci de compléter l'article en donnant les références utiles à sa vérifiabilité et en les liant à la section « Notes et références ».

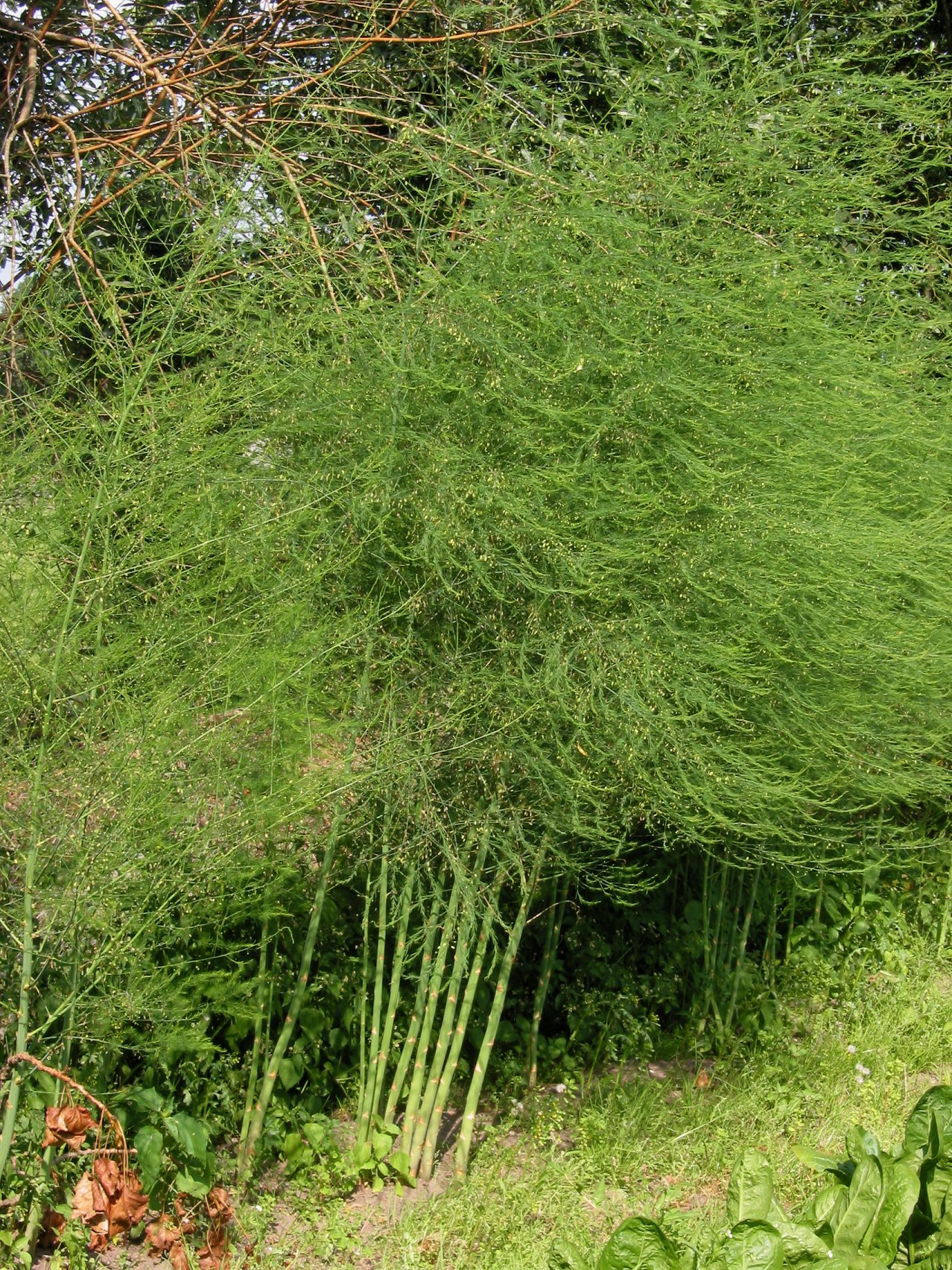
Plant d'asperge pouvant vivre plus de 20 ans.

Les légumes vivaces (ou légumes perpétuels) sont des plantes ou parties de plantes qui sont préparées et consommées comme un légume, et qui sont aussi vivaces, selon la zone de culture. Les vivaces vivent plus de deux ans, ce qui exclut les plantes bisannuelles.
Certains légumes vivaces bien connus provenant des régions tempérés du monde incluent entre autres les asperges, les artichauts et la rhubarbe. Dans les régions tropicales, le manioc et le taro sont des plantes vivaces cultivées comme des légumes. Ces plantes peuvent vivre de nombreuses années.

## Liste des légumes vivaces
| Abelmoschus manihot                               | Aibika                                                                                     | Malvaceae              |   |                                             |           |          |  |  |
| Allium ampeloprasum                               | Poireau perpétuel                                                                          | Liliaceae              |   |                                             |           |          |  |  |
| Allium cepa var. aggregatum                       | Oignon patate, Échalote                                                                    | Amaryllidacées         |   |                                             |           |          |  |  |
| Allium × proliferum                               | Oignon égyptien, Oignon rocambole, Oignon d’Égypte, Oignon perpétuel, Oignon à caboche     | Amaryllidaceae         | 3 |                                             |           |          |  |  |
| Allium schoenprasum                               | Ciboulette                                                                                 | Liliaceae              |   |                                             |           |          |  |  |
| Aralie à feuilles cordées                         | Aralia cordata                                                                             | Araliaceae             | - | Arracacia xanthorrhiza                      | Arracacha | Apiaceae |  |  |
| Artocarpus altilis                                | Arbre à pain                                                                               | Moraceae               |   |                                             |           |          |  |  |
| Asparagus officinalis                             | Asperge                                                                                    | Liliaceae              |   |                                             |           |          |  |  |
| Atriplex halimus                                  | Arroche halime, Pourpier de mer                                                            | Chenopodiaceae         |   |                                             |           |          |  |  |
| Basella alba                                      | Baselle, Épinard de Malabar                                                                | Basellaceae            |   |                                             |           |          |  |  |
| Beta vulgaris maritima                            | Betterave maritime, Betterave sauvage, Betterave poirée                                    | Amaranthaceae          |   |                                             |           |          |  |  |
| Blitum bonus-henricus                             | Chénopode bon-Henri                                                                        | Amaranthaceae          |   |                                             |           |          |  |  |
| Brassica oleracea                                 | Chou broccoli vivace                                                                       | Brassicaceae           |   | Var. Nine star perennial                    |           |          |  |  |
| Bunias orientalis                                 | Roquette d’Orient, Bunias d’Orient                                                         | Brassicaceae           |   |                                             |           |          |  |  |
| Camassia                                          | Quamash, Camas                                                                             | Hyacinthaceae          |   |                                             |           |          |  |  |
| Canna edulis                                      | Canna comestible                                                                           | Cannaceae              |   |                                             |           |          |  |  |
| Capparis spinosa                                  | Câprier commun                                                                             | Capparaceae            |   |                                             |           |          |  |  |
| Capsicum baccatum                                 | Piment baccatum                                                                            | Solanaceae             |   | 30 000 – 50 000 sur l'échelle de Scoville   |           |          |  |  |
| Capsicum pubescens                                | Piment rocoto                                                                              | Solanaceae             |   | 100 000 – 200 000 sur l'échelle de Scoville |           |          |  |  |
| Carica papaya                                     | Papayer, Melon des Tropiques                                                               | Caricaceae             |   |                                             |           |          |  |  |
| Cicorium intybus                                  | Chicorée amère                                                                             | Asteraceae             |   |                                             |           |          |  |  |
| Cnidoscolus chayamansa, Cnidoscolus aconitifolius | Chaya, Arbre à épinard, Manioc bâtard                                                      | Euphorbiaceae          |   |                                             |           |          |  |  |
| Coccinia grandis, ivy gourd or perennial cucumber | Tindola, Courge écarlate                                                                   | Cucurbitaceae          |   |                                             |           |          |  |  |
| Colocasia esculenta                               | Taro, Saonjo, Madère, Racine madère, Dachine, Colocase, Chou de Chine                      | Araceae, s.f. Aroideae |   |                                             |           |          |  |  |
| Crambe maritima                                   | Chourbe, Crambé maritime, Chou marin                                                       | Brassicaceae           |   |                                             |           |          |  |  |
| Cynara cardunculus                                | Cardon                                                                                     | Asteraceae             |   |                                             |           |          |  |  |
| Cynara scolymus                                   | Artichaut                                                                                  | Asteraceae             |   |                                             |           |          |  |  |
| Dioscorea bulbifera                               | Hoffe, Igname bulbifère, Pomme-en-l'air, Masako, Koko-bourik, Koko-milé, Adò, Pomme Edward | Dioscoreaceae          |   |                                             |           |          |  |  |
| Helianthus tuberosus                              | Topinambour, Artichaut de Jérusalem, Truffe du Canada, Soleil vivace                       | Asteraceae             |   |                                             |           |          |  |  |
| Ipomoea batatas                                   | Patate douce                                                                               | Convolvulaceae         |   |                                             |           |          |  |  |
| Lablab purpureus                                  | Lablab, Pois antaque, Dolique d'Égypte                                                     | Fabaceae               |   |                                             |           |          |  |  |
| Manihot esculenta                                 | Manioc                                                                                     | Euphorbiaceae          |   |                                             |           |          |  |  |
| Nasturtium officinale                             | Cresson de fontaine, Cresson officinal                                                     | Brassicaceae           |   |                                             |           |          |  |  |
| Nelumbo nucifera                                  | Lotus sacré, Lotus d'Orient                                                                | Nelumbonaceae          |   |                                             |           |          |  |  |
| Oxalis tuberosa                                   | Oca du Pérou                                                                               | Oxalidaceae            |   |                                             |           |          |  |  |
| Phaseolus coccineus                               | Haricot d'Espagne, Haricot écarlate, Haricot-fleur                                         | Fabaceae               |   |                                             |           |          |  |  |
| Plantago coronopus                                | Plantain corne-de-cerf, Pied-de-corbeau, Plantain corne-de-bœuf                            | Plantaginaceae         |   |                                             |           |          |  |  |
| Rheum rhabarbarum                                 | Rhubarbe des jardins                                                                       | Polygonaceae           |   |                                             |           |          |  |  |
| Rumex acetosa                                     | Oseille commune, Grande oseille, Oseille des prés, vinette                                 | Polygonacées           |   |                                             |           |          |  |  |
| Rumex scutatus                                    | Oseille ronde, Oseille en écusson                                                          | Polygonaceae           |   |                                             |           |          |  |  |
| Sauropus androgynus                               | Sauropus androgynus                                                                        | Phyllanthaceae         |   |                                             |           |          |  |  |
| Scorzonera hispanica                              | Scorsonère d'Espagne                                                                       | Asteraceae             |   |                                             |           |          |  |  |
| Sium sisarum                                      | Chervis                                                                                    | Apiaceae               |   |                                             |           |          |  |  |
| Smallanthus sonchifolius                          | Poire de terre, Yacón                                                                      | Asteraceae             |   |                                             |           |          |  |  |
| Stachys affinis                                   | Crosne, Crosne du Japon                                                                    | Lamiaceae              |   |                                             |           |          |  |  |
| Suaeda pulvinata                                  | Suaeda pulvinata                                                                           | Amaranthaceae          |   |                                             |           |          |  |  |
| Toona sinensis                                    | Cédrèle de Chine, Cèdrela de Chine, Acajou de Chine                                        | Meliaceae              |   |                                             |           |          |  |  |
| Vasconcellea × heilbornii                         | Babaco                                                                                     | Caricaceae             |   |                                             |           |          |  |  |